# Ji Dong-won
Dans ce nom coréen, le nom de famille, Ji, précède le nom personnel.
Ji Dong-won, né le 28 mai 1991 à Jeju, est un footballeur international sud-coréen qui évolue au poste d'attaquant au Suwon FC.

## Biographie

### En club
Ji Dong-won est formé au club sud-coréen de Chunnam Dragons qu’il rejoint en 2010.
En juin 2011, il signe un contrat de trois ans en faveur de Sunderland.
Il dispute son premier match de Premier League le 13 août 2011 face à Liverpool (1-1). Un mois plus tard, il inscrit son premier but lors de la quatrième journée de Premier League face à Chelsea (1-2). Le 1er janvier 2012, Ji marque son deuxième but lors de la 19e journée de Premier League face à Manchester City (1-0).
Prêté six mois au FC Augsbourg de juillet 2013 à janvier 2014, Ji signe un contrat de six mois en faveur du club allemand lors du marché des transferts hivernal. 
En janvier 2014, il signe un pré-contrat de quatre ans avec le Borussia Dortmund, qu'il rejoint l'été suivant.

### En sélection
Il honore sa première sélection le 30 décembre 2010 contre la Syrie, match durant lequel il signe son premier but. Un prélude à son parcours brillant en Coupe d'Asie quelques mois plus tard au Qatar puisque malgré l'élimination de la Corée du Sud en demi-finales, Ji termine troisième meilleur buteur de la compétition avec quatre réalisations.

## Statistiques
| Saison                | Club                       | Championnat           | Championnat | Championnat | Coupe nationale | Coupe nationale | Coupe de la Ligue | Coupe de la Ligue | Compétition(s) continentale(s) | Compétition(s) continentale(s) | Compétition(s) continentale(s) | Corée du Sud | Corée du Sud | Total | Total |
| Saison                | Club                       | Division              | M.          | B.          | M.              | B.              | M.                | B.                | Comp.                          | M.                             | B.                             | M.           | B.           | M.    | B.    |
| 2010                  | Chunnam Dragons            | K-League              | 22          | 7           | 4               | 5               | -                 | -                 | -                              | -                              | -                              | 1            | 1            | 27    | 13    |
| 2011                  | Chunnam Dragons            | K-League              | 11          | 3           | 2               | 0               | -                 | -                 | -                              | -                              | -                              | 9            | 5            | 22    | 8     |
| Sous-total            | Sous-total                 | Sous-total            | 33          | 10          | 6               | 5               | -                 | -                 | -                              | -                              | -                              | 10           | 6            | 49    | 21    |
| 2011-2012             | Sunderland                 | Premier League        | 19          | 2           | 1               | 0               | 1                 | 0                 | -                              | -                              | -                              | 8            | 2            | 29    | 4     |
| 2012-2013             | FC Augsburg (prêt)         | Bundesliga            | 17          | 5           | -               | -               | -                 | -                 | -                              | -                              | -                              | 5            | 0            | 22    | 5     |
| 2013-2014             | Sunderland                 | Premier League        | 5           | 0           | 1               | 0               | 1                 | 0                 | -                              | -                              | -                              | 3            | 0            | 10    | 0     |
| Sous-total            | Sous-total                 | Sous-total            | 41          | 7           | 2               | 0               | 2                 | 0                 | -                              | -                              | -                              | 16           | 2            | 61    | 9     |
| 2013-2014             | FC Augsburg                | Bundesliga            | 12          | 1           | -               | -               | -                 | -                 | -                              | -                              | -                              | 4            | 0            | 16    | 1     |
| Sous-total            | Sous-total                 | Sous-total            | 12          | 1           | -               | -               | -                 | -                 | -                              | -                              | -                              | 4            | 0            | 16    | 1     |
| 2014-2015             | Borussia Dortmund II       | 3. Liga               | 5           | 0           | -               | -               | -                 | -                 | -                              | -                              | -                              | -            | -            | 5     | 0     |
| Sous-total            | Sous-total                 | Sous-total            | 5           | 0           | -               | -               | -                 | -                 | -                              | -                              | -                              | -            | -            | 5     | 0     |
| 2014-2015             | FC Augsburg                | Bundesliga            | 12          | 0           | -               | -               | -                 | -                 | -                              | -                              | -                              | 1            | 0            | 13    | 0     |
| 2015-2016             | FC Augsburg                | Bundesliga            | 21          | 0           | 2               | 1               | -                 | -                 | C3                             | 6                              | 1                              | 5            | 1            | 34    | 3     |
| 2016-2017             | FC Augsburg                | Bundesliga            | 34          | 3           | 2               | 1               | -                 | -                 | -                              | -                              | -                              | 9            | 1            | 45    | 5     |
| 2017-2018             | FC Augsburg                | Bundesliga            | 3           | 0           | -               | -               | -                 | -                 | -                              | -                              | -                              | 2            | 1            | 5     | 1     |
| 2017-2018             | SV Darmstadt (prêt)        | 2. Bundesliga         | 16          | 2           | -               | -               | -                 | -                 | -                              | -                              | -                              | -            | -            | 16    | 2     |
| 2018-2019             | FC Augsburg                | Bundesliga            | 14          | 4           | 2               | 0               | -                 | -                 | -                              | -                              | -                              | 8            | 0            | 24    | 4     |
| Sous-total            | Sous-total                 | Sous-total            | 100         | 9           | 6               | 2               | -                 | -                 | -                              | 6                              | 1                              | 25           | 3            | 137   | 15    |
| 2019-2020             | 1. FSV Mayence 05          | Bundesliga            | 4           | 0           | -               | -               | -                 | -                 | -                              | -                              | -                              | -            | -            | 4     | 0     |
| 2020-2021             | 1. FSV Mayence 05          | Bundesliga            | 6           | 0           | 1               | 0               | -                 | -                 | -                              | -                              | -                              | -            | -            | 7     | 0     |
| Sous-total            | Sous-total                 | Sous-total            | 10          | 0           | 1               | 0               | -                 | -                 | -                              | 0                              | 0                              | 0            | 0            | 11    | 0     |
| 2020-2021             | Eintracht Brunswick (prêt) | 2. Bundesliga         | 12          | 1           | -               | -               | -                 | -                 | -                              | -                              | -                              | -            | -            | 12    | 1     |
| Sous-total            | Sous-total                 | Sous-total            | 12          | 1           | 0               | 0               | -                 | -                 | -                              | 0                              | 0                              | 0            | 0            | 12    | 1     |
| Total sur la carrière | Total sur la carrière      | Total sur la carrière | 213         | 28          | 15              | 7               | 2                 | 0                 | -                              | 6                              | 1                              | 55           | 11           | 291   | 47    |

### Buts en sélection
| #     | Date             | Lieu                                                      | Adversaire  | Score   | Résultat | Compétition                        |
| ----- | ---------------- | --------------------------------------------------------- | ----------- | ------- | -------- | ---------------------------------- |
| 1.    | 30 décembre 2010 | Stade Baniyas, Abou Dabi (Émirats arabes unis)            | Syrie       | 1-0     | 1-0      | Match amical                       |
| 2. 3. | 18 janvier 2011  | Stade Al-Gharafa, Doha (Qatar)                            | Inde        | 1-0 3-1 | 4-1      | Coupe d'Asie 2011                  |
| 4. 5. | 28 janvier 2011  | Stade Jassim Bin Hamad, Doha (Qatar)                      | Ouzbékistan | 2-0 3-0 | 3-2      | Coupe d'Asie 2011                  |
| 6.    | 7 juin 2011      | Jeonju Castle, Jeonju (Corée du Sud)                      | Ghana       | 1-0     | 2-1      | Match amical                       |
| 7. 8. | 2 septembre 2011 | Stade Goyang, Goyang (Corée du Sud)                       | Liban       | 3-0 6-0 | 6-0      | Qualifications Coupe du monde 2014 |
| 9.    | 13 octobre 2015  | Stade de la Coupe du monde de Séoul, Séoul (Corée du Sud) | Jamaïque    | 1-0     | 3-0      | Match amical                       |
| 10.   | 6 octobre 2016   | Stade de la Coupe du monde de Suwon, Suwon (Corée du Sud) | Qatar       | 2-2     | 3-2      | Qualifications Coupe du monde 2018 |
| 11.   | 1er octobre 2017 | VEB Arena, Moscou (Russie)                                | Russie      | 2-4     | 2-4      | Match amical                       |

## Palmarès

### En sélection
- Médaille de bronze aux Jeux olympiques 2012.